# Astaena valida
Astaena valida är en skalbaggsart som beskrevs av Hermann Burmeister 1855. Astaena valida ingår i släktet Astaena och familjen Melolonthidae. Inga underarter finns listade.